# Stereoisomer
En stereoisomer er et af to eller flere molekyler med samme grundstofindhold og samme bindingsstruktur, men med forskellig rumlig opbygning.
Der findes fire forskellige former for stereoisomeri:
- Cis-trans-isomeri som er isomeri omkring bindinger om hvilke der er begrænset rotation.
- Enantiomerer er den slags isomeri der opstår når to molekyler er hinandens spejlbilleder. Kaldes også spejlbilledisomeri.
- Diastereomerer har forskellig rumlig opbygning men er ikke enantiomerer. Nogle cis-trans-isomerer falder i denne gruppe.
- Konformationsisomeri er isomeri omkring bindinger omkring hvilke der kan roteres.

| Kemi | Spire Denne artikel om kemi er en spire som bør udbygges. Du er velkommen til at hjælpe Wikipedia ved at udvide den. |